# Aardbeving Mexico 1957
Op 28 juli 1957 werd Mexico getroffen door een aardbeving met een kracht van 7,5 op de schaal van Richter.
De aardbeving vond plaats om 2u40 's nachts. Het epicentrum lag vlak bij de stad Acapulco in de staat Guerrero, maar Mexico-Stad werd het zwaarst getroffen, vooral rond de straten Insurgentes, Bucareli en Reforma. Ook de staten Jalisco, Michoacán en Oaxaca werden getroffen. In Acapulco en Salina Cruz maakten twee tsunami's 28 slachtoffers. In totaal vielen 160 doden te betreuren, waarvan 68 in Mexico-Stad.
De aardbeving staat ook wel bekend als de Aardbeving van de Engel, zo genoemd omdat bij deze aardbeving de engel boven op het Onafhankelijkheidsmonument naar beneden was gevallen. 
Verder wil de legende dat Leonardo Zeevaert, de architect van de Torre Latinoamericana, destijds de enige wolkenkrabber in Mexico-Stad, tijdens de aardbeving op de bovenste verdieping van zijn ontwerp stond en zag hoe om zich heen gebouwen ineenstortten terwijl de wolkenkrabber de aardbeving zonder enige schade overleefde.